# 8 février 1976
Le dimanche 8 février 1976 est le 39e jour de l'année 1976.

## Naissances
- Abi Titmuss, actrice, mannequin et joueuse de poker britannique
- Anna Melikian, réalisatrice, scénariste et productrice russo-arménienne
- Capone, rappeur américain
- Francesco Bizzozero, joueur de hockey sur glace suisse
- Giovanni Songoro, footballeur français
- Jim Parque, joueur américain de baseball
- Jorge Vargas, joueur de football chilien
- Kim Jeong-sim, handballeuse internationale sud-coréenne
- Nicolas Ryser, auteur de bande dessinée français
- Nicolas Vouilloz, cycliste français
- Tali Fahima, femme israélienne
- Yang Shaoqi, escrimeuse chinoise
- Youssef Sidaoui, acteur et producteur de théâtre tunisien

## Décès
- Anne de Saxe (née le 4 mai 1903), princesse royale de Saxe
- Jacques Bilodeau (né le 13 juin 1923), acteur canadien
- René Tribout (né le 5 juillet 1905), chef militaire des FFI de Moselle

## Événements
- France : lors de son XXIIe Congrès, le PCF renonce à la « dictature du prolétariat. »